# I-41
I-41 — підводний човен Імперського флоту Японії, який брав участь у Другій світовій війні.

## Початок історії човна
Корабель належав до типу B Modified 1 (він же клас I-40), представники якого мали великі розміри (їх надводна водотоннажність перевищувала підводний показник океанських підводних човнів США) та могли нести розвідувальний літак. Втім, човни цього типу ставали до ладу лише з 1943 року, коли застосування ними авіації стало неактуальним.

## Транспортні рейси у Океанії
Після завершення тренувань I-41 пройшов 29 грудня 1943 — 4 січня 1944 з Йокосуки на атол Трук (центральна частина Каролінських островів), на якому ще до війни створили потужну базу японського ВМФ. Тут з нього зняли літак, палубну гармату та запасні торпеди з метою підготовки до виконання місій із транспортування припасів заблокованим гарнізонам. 15—19 січня човен пройшов до Рабаула (головна японська база в архіпелазі Бісмарка, з якої проводились операції на Соломонових островах та сході Нової Гвінеї).
23—27 січня 1944-го I-41 здійснив рейс до новогвінейського Сіалуму (північно-східне узбережжя півострова Хуон), де розвантажився та забрав 8 військовослужбовців.
Далі I-39 перейшов до постачання гарнізону острова Бугенвіль, який уже три місяці вів битву з десантом союзників. У цьому випадку I-41 здійснив два рейси до Буїну (південне завершення Бугенвіля) — з 31 січня по 7 лютого і з 12 по 24 лютого.
27 лютого — 2 березня 1944-го човен пройшов на Трук, куди вивіз із Рабаула 98 пілотів та штабних офіцерів (можливо відзначити, що незадовго до того, 17—18 лютого, база на Труці зазнала розгрому внаслідок потужної атаки американського авіаносного з'єднання).
15—20 березня 1944-го I-41 здійснив зворотній перехід до Рабаула (на цей момент він також уже перебував у повній блокаді), причому 19 березня вже на підході до пункту призначення по ньому випустила дві торпеди якась інша субмарина. Втім, спостерігачі змогли помітити загрозу і човен здійснив доворот, а найближча торпеда пройшла за пів сотні метрів від нього. 21—25 березня I-41 пройшов назад до Труку, куди доправив ще 98 офіцерів.
1—13 квітня 1944-го човен здійснив круговий рейс до Буїна, під час якого зміг доправити 50 тонн припасів та вивезти 73 особи.
Невдовзі на I-41 змонтували назад палубну гармату, а 19—25 квітня човен пройшов до метрополії.

## Перший бойовий похід
15 травня 1944-го I-41 полишив Куре та попрямував до визначеного йому району патрулювання між Новою Гвінеєю та островами Адміралтейства (можливо відзначити, що за кілька тижнів до того союзники в цьому регіоні істотно просунулись уперед, висадившись на північному узбережжі Нової Гвінеї в Порт-Холландія).
13 червня 1944-го японське командування ввело в дію план захисту Маріанських островів (що розглядались як складова частина головного оборонного периметра імперії) і наступної доби I-41 дістав наказ прямувати в район на південь від цього архіпелагу. 15 червня 1944-го дійсно почалась атака американців на Маріанські острови, а 22 червня I-41 доручили евакуювати пілотів з острова Гуам. 24 червня після заходу сонця човен зміг увійти до гавані Апра та прийняти 106 пілотів (хоча процес не завершили повністю через появу ворожого бомбардувальника). 30 червня I-41 висадив пасажирів на острові Кюсю.

## Останній похід
19 жовтня 1944-го I-41 вийшов із Куре з завданням патрулювати в районі на схід від Філіппінського архіпелагу, який союзники обрали за наступну ціль свого наступу. За кілька діб тут розгорнулась вирішальна битва надводних флотів, втім, якось допомогти своїм силам I-41 не вдалось.
3 листопада 1944-го на підходах до протоки Сан-Бернардино з човна помітили вороже авіаносне з'єднання та дали торпедний залп. Дві торпеди поцілили легкий крейсер USS Reno, проте одна з них не вибухнула. Крейсер втратив хід і був приведений на буксирі на атол Уліті (західна частина Каролінських островів) для первісного ремонту (в березні 1945-го USS Reno зміг пройти власним ходом на повноцінне відновлення у США). Також можливо відзначити, що командир I-41 доповів про потоплення важкого авіаносця.
18 листопада 1944-го у Філіппінському морі за п'ять з половиною сотень кілометрів на схід від острова Самар літак з авіаносця USS Anzio виявив радаром підводний човен. Хоча ні йому, ні іншому літакові не вдалось уразити ціль протичовновою торпедою, проте до місця бою підійшли два ескортні есмінці, які провели чотири атаки глибинними бомбами. Після останньої з атак, виконаної USS Lawrence C. Taylor, під водою стався потужний вибух, а далі на поверхню спливли численні уламки та нафта. Не виключено, що саме цей бій став причиною загибелі І-41 разом з усіма 111 особами, що перебували на борту.